# Antrodiaetidae
Antrodiaetidae Gertsch, 1940 è una famiglia di ragni appartenente all'infraordine Mygalomorphae.

## Etimologia
Il nome deriva dal latino antrum, cioè cavità, cunicolo e dal latino diaeta, cioè dimora, stanza, tana, in quanto è posizionato, alquanto immobile, all'interno di cunicoli che costruisce nel terreno, aspettando in agguato che qualche insetto vi cada dentro, ed il suffisso -idae, che designa l'appartenenza ad una famiglia.

## Comportamento
La caratteristica degli appartenenti a questa famiglia è, appunto, la costruzione di cunicoli di moderata lunghezza, sotterranei e ben nascosti, foderati di seta internamente in modo da non dare alcuno scampo all'insetto che passa lì vicino o vi vada a finire dentro. Durante le ore del giorno queste trappole sono celate alla vista da un colletto o una piccola torretta; appena dopo il crepuscolo i ragni sostengono aperto il colletto con le zampe, in modo da poter afferrare subito gli ignari insetti che passano nei pressi o che vi cadono dentro. Essendo ragni di abitudini notturne sono difficilissimi da fotografare.

## Distribuzione
La maggior parte delle specie è diffusa negli Stati Uniti, dai monti Appalachi, al Missouri, Kansas, Arkansas e Illinois, fino alla California, Nevada, Arizona, Utah, Oregon, Washington e Idaho.
Solo le specie Antrodiaetus roretzi e Antrodiaetus yesoensis sono endemiche del Giappone. Sono considerate specie relitte: secondo Miller e Coyle, in uno studio del 1996, due eventi separati di speciazione allopatrica hanno probabilmente condotto all'evoluzione di queste due specie.
Secondo uno studio del 2007 di Hendrixson e Bond le tre specie dell'ex-genere Atypoides vanno incluse nel genere Antrodiaetus.

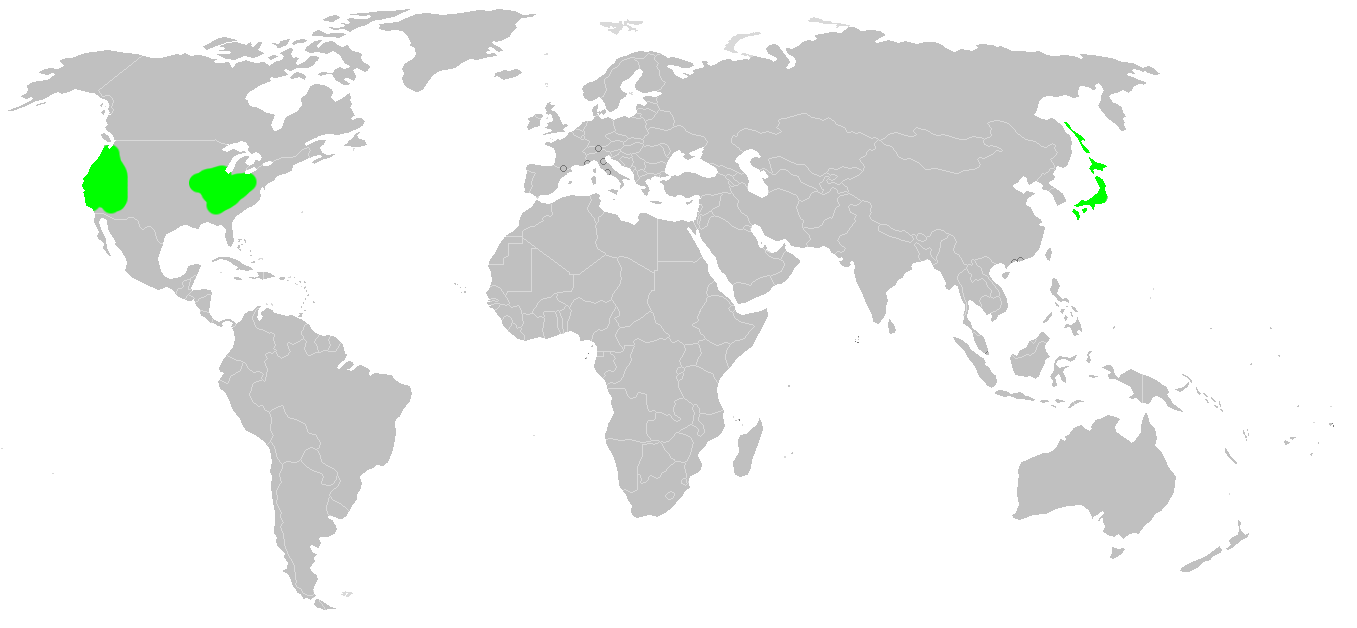
Antrodiaetidae, distribuzione

## Tassonomia
Attualmente, a novembre 2020, si compone di 4 generi e 37 specie viventi e di un genere fossile:
- Aliatypus Smith, 1908
- Antrodiaetus Ausserer, 1871
- Atypoides O. P.-Cambridge, 1883
- Hexura Simon, 1884
- †Cretacattyma Eskov & Zonstein, 1990